# مو آدامز
مو آدامز (انگلیسی: Mo Adams؛ زادهٔ ۲۳ سپتامبر ۱۹۹۶) بازیکن فوتبال اهل بریتانیا است.
از باشگاه‌هایی که در آن بازی کرده‌است می‌توان به شیکاگو فایر اشاره کرد.